# Кендзьорово
Кендзьорово (пол. Kędziorowo) — село в Польщі, у гміні Вонсош Ґраєвського повіту Підляського воєводства.
Населення — 241 особа (2011).
У 1975-1998 роках село належало до Ломжинського воєводства.

## Демографія
Демографічна структура станом на 31 березня 2011 року:
|          | Загалом | Допрацездатний вік | Працездатний вік | Постпрацездатний вік |
| -------- | ------- | ------------------ | ---------------- | -------------------- |
| Чоловіки | 127     | 23                 | 90               | 14                   |
| Жінки    | 114     | 24                 | 64               | 26                   |
| Разом    | 241     | 47                 | 154              | 40                   |